# Telestes pleurobipunctatus
Telestes pleurobipunctatus är en fiskart som först beskrevs av Stephanidis, 1939.  Telestes pleurobipunctatus ingår i släktet Telestes och familjen karpfiskar. IUCN kategoriserar arten globalt som livskraftig. Inga underarter finns listade i Catalogue of Life.